# Mae Sai (district)

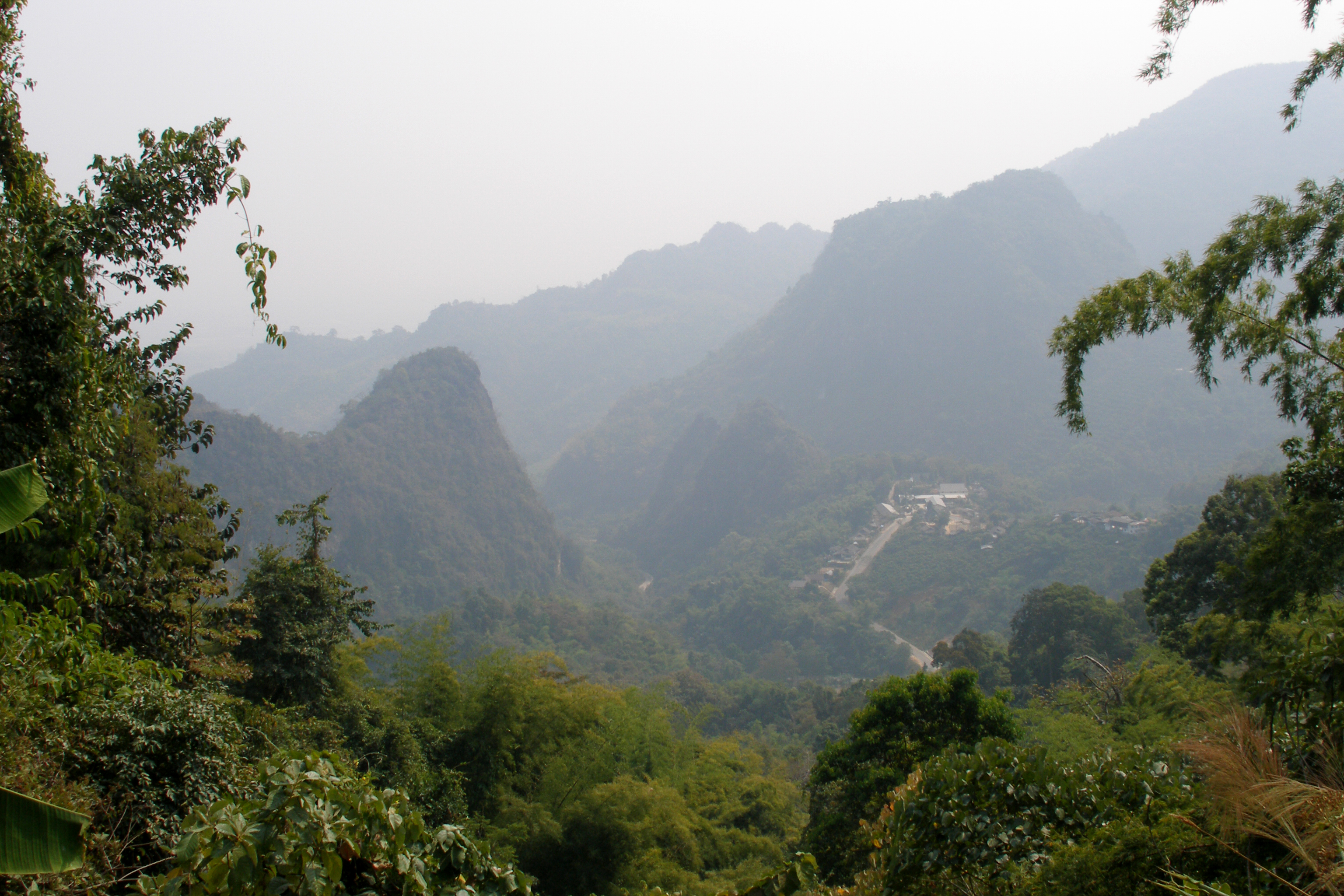
Mae Sai

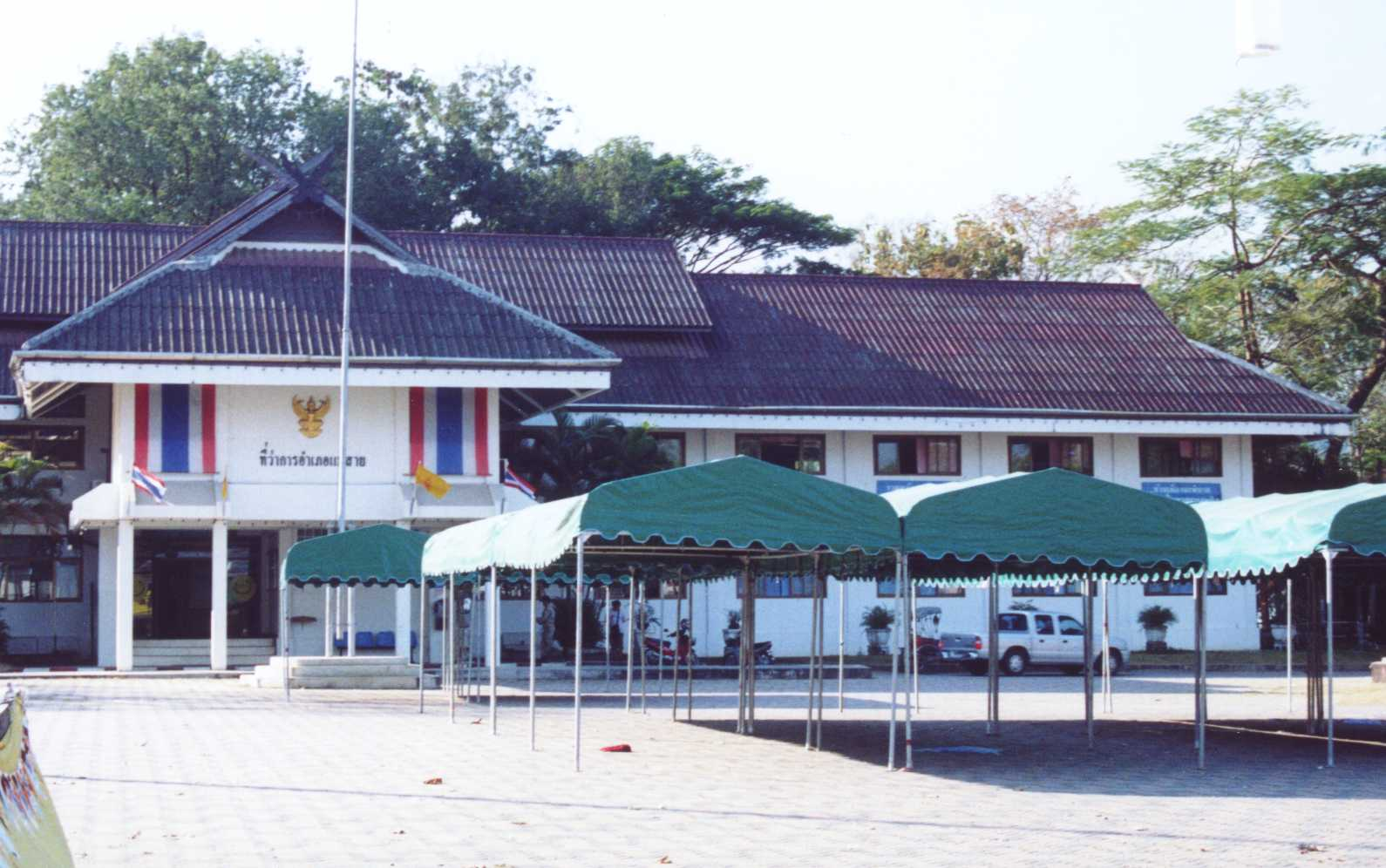
Districtshuis

Mae Sai (Thai: แม่สาย) is de noordelijkste amphoe (district) van Thailand. De amphoe ligt in de provincie Chiang Rai en wordt doorkruist door de AH2 (Phahonyothin). Mae Sai wordt door de rivier Mae Sai met Myanmar gescheiden. De grootste plaats in het district is het gelijknamige Mae Sai.
Mae Sai ontstond op 1 maart 1939 toen de tambons Mae Sai en Pong Pha werden afgesplitst van het district Chiang Sean. Het kreeg de amphoe-status op 1 mei 1950.
Mae Sai had in 2011 80.578 inwoners, waarvan 39.174 mannen en 41.404 vrouwen.
In Mae Sai zijn twee thesaban tambons.

## Bestuurlijke indeling
Mae Sai bestaat uit acht tambons, die weer bestaan uit 92 mubans.
| no. | naam             | Thais     | mubans | inwoners |  |
| 1.  | Mae Sai          | แม่สาย     | 14     | 21.697   |  |
| 2.  | Huai Khrai       | ห้วยไคร้    | 11     | 7.609    |  |
| 3.  | Ko Chang         | เกาะช้าง   | 13     | 9.964    |  |
| 4.  | Pong Pha         | โป่งผา     | 12     | 8.348    |  |
| 5.  | Si Mueang Chum   | ศรีเมืองชุม  | 9      | 5.090    |  |
| 6.  | Wiang Phang Kham | เวียงพางคำ | 13     | 19.945   |  |
| 7.  | Ban Dai          | บ้านด้าย    | 8      | 4.117    |  |
| 8.  | Pong Ngam        | โป่งงาม    | 12     | 9.528    |  |

| Aangrenzende districten | Aangrenzende districten | Aangrenzende districten | Aangrenzende districten | Aangrenzende districten |
| ----------------------- | ----------------------- | ----------------------- | ----------------------- | ----------------------- |
|                         |                         | Myanmar                 |                         |                         |
|                         |                         |                         |                         |                         |
|                         |                         |                         |                         |                         |
|                         |                         |                         |                         |                         |
| Mae Fa Luang            |                         | Mae Chan                |                         | Chiang Saen             |